# Скотт, Джордж Гилберт
Сэр Джордж Гилберт Скотт (англ. Sir George Gilbert Scott; 13 июля 1811, Гокотт, Бакингемшир — 27 марта 1878, Лондон) — английский архитектор периода историзма и «готического возрождения» в Великобритании. Основными компетенциями Скотта были проектирование, строительство и реконструкция церквей и соборов, хотя свою карьеру он начал в качестве проектировщика работных домов. Более восьмисот зданий были спроектированы или изменены под его руководством.

## Жизнь и творчество
Джордж Гилберт Скотт родился в городке Гокотт, Бакингем, Бакингемшир в семье преподобного Томаса Скотта (1780—1835). Его дедом был проповедник Томас Скотт. Джордж изучал архитектуру у Джеймса Эдместона, а с 1832 по 1834 год работал помощником Генри Робертса. Он также был помощником своего друга Сэмпсона Кемпторна, который специализировался на проектировании работных домов, в этой области Скотт начал свою самостоятельную деятельность.
Первое здание по проекту Скотта было построено в 1833 году. Это был дом викария, его отца, священника в деревне Wappenham, Нортгемптоншир. Затем он продолжил проектировать другие постройки в той же деревне.
Примерно в 1835 году Скотт пригласил помощника Уильяма Бонитона Моффатта (William Bonython Moffatt), который позднее стал его деловым партнёром (1838—1845). Почти за десять лет Скотт и Моффатт разработали проекты более сорока работных домов, во время бума строительства таких учреждений, вызванного принятием «Закона о бедных (1834)». В 1837 году они построили приходскую церковь Святого Иоанна в городке Уолл, Стаффордшир. В Рединге они построили ставшую знаменитой впоследствии Редингскую тюрьму (1841—1842). Свою первую церковь, Святого Николая, Скотт выстроил в Линкольне после победы в конкурсе в 1838 году. В 1841 году Скотт и Моффатт возвели церковь в Норбитоне, Суррей в «нео-норманнском стиле».
В годы партнёрства с Моффаттом Скотт проектировал «Мемориал мучеников» (Martyrs' Memorial), расположенный на Сент-Джайлс в Оксфорде (1841), церковь в Камберуэлл (1844) и Церковь Святого Михаила в Лондоне (1844).
«Мемориал мучеников» был задуман в память о трёх протестантах, сожжённых во время правления королевы Марии. Церковь на Сент-Джайлс с её удлинённым алтарём была того типа, который пропагандировался экклезиологическим обществом. Чарльз Истлейк сказал: «в окрестностях Лондона ни одна церковь не считалась более чистой и ортодоксальной по своему устройству». Однако она, как и многие церкви того времени, включала деревянные галереи, которые не использовались в средневековых английских храмах и не одобрялись экклезиологическим движением «высокой церкви».
Под влиянием творчества Огастеса Пьюджина архитектор Гилберт увлёкся идеями в «готического возрождения». В 1844 году после участия в международном конкурсе Скотт получил заказ на восстановление Церкви Святого Николая (Nikolaikirche) в Гамбурге (завершена в 1863 году). Вначале проект, предложенный Скоттом, занял лишь третье место. Победителем стал Готфрид Земпер, немецкий архитектор, вдохновлённый традиционным «флорентийским стилем». Но решение конкурсной комиссии было отменено сторонниками проекта Скотта. Вариант проекта, предложенный Скоттом, был единственным, выполненным в «готическом стиле».
Скотт является автором проекта здания Министерства иностранных дел и по делам Содружества в Лондоне. По его проектам также были построены Кафедральный собор Святой Марии в Глазго, главное здание Университета Глазго, Кафедральный собор Святой Марии в Эдинбурге, капелла Королевского колледжа в Лондоне.
В 1849 году Скотт был назначен архитектором Вестминстерского аббатства. В 1853 году он построил террасу в готическом стиле, которая соединила аббатство с «Широким святилищем». В 1858 году Скотт спроектировал Кафедральный собор Крайстчерча в Новой Зеландии. Собор был частично разрушен после землетрясения в 2011 году и последующими попытками сноса англиканскими церковными властями. Попытки сноса были остановлены после обращения населения Крайстчерча, но будущее этого исторического здания всё ещё находится под вопросом.
В 1854 году Гилберт Скотт реконструировал Камденскую капеллу в Камберуэлле (жилой район в южной части Лондона), проект, которым заинтересовался известный писатель и критик, сторонник возрождения средневековых ремёсел Джон Рёскин. Он предложил добавить апсиду в «византийском стиле», интегрировав её в простой неф капеллы, заменив коробовый свод плоским потолком.
В период с 1864 по 1876 год в Южном Кенсингтоне в Лондоне, где ранее проходила знаменитая первая Всемирная выставка 1851 года, инициатором которой был принц-консорт Альберт, по проекту Скотта проходило строительство Мемориала принца Альберта. Мемориал строился по распоряжению Королевы Виктории в память о её муже Принце-консорте Альберте. Монумент является одним из самых характерных произведений «готического возрождения» в Англии. В центре памятника — под огромным шатровым готическим киворием — находится позолоченная бронзовая скульптура, изображающая сидящего в кресле принца Альберта.
Джордж Гилберт Скотт выступал за использование готического стиля в архитектуре общественных зданий, отрицая то, что он назвал «абсурдным предположением, что готика является исключительно церковным стилем». Он был победителем конкурса на проектирование новых зданий в Уайтхолле (Whitehall) для размещения Военного Министерства и Министерства иностранных дел. Однако администрация, одобрившая его проект, сменилась до начала работ. Новый премьер-министр Палмерстон возразил против использования Скоттом готического стиля. И после некоторого сопротивления архитектору пришлось разработать новый проект в более приемлемом классицистическом стиле стиле.
Места для певчих в хоре капеллы колледжа Лансинга в Сассексе, спроектированные Скоттом вместе Уолтером Тауэром, стали одним из редких примеров произведений с использованием средневековых скульптурных мотивов «зелёного человека».
Позднее Скотт вышел за рамки простого копирования элементов средневековой английской готики. В свои работы он начал вводить элементы других стилей и этнических мотивов, о чём свидетельствует здание отеля «Midland Grand Hotel», выполненного из красного кирпича на лондонском вокзале Сент-Панкрас (St Pancras Station). Скотт полагал, что таким образом может зародиться новый стиль.
В 1859 году Джордж Гилберт Скотт был награждён золотой медалью Королевского института британских архитекторов (RIBA). В 1873—1876 он был его президентом. Он был назначен почётным ливрейным мастером токарной компании Тёрнеров (Turners' Company), а в 1872 году был удостоен титула рыцаря-бакалавра.
Он умер в 1878 году и был похоронен в Вестминстерском аббатстве в Лондоне. Дом Скотта на адмиральской аллее в Хампстеде отмечена Советом графства синей табличкой.

## Семья
В 1838 году Скотт женился на Каролине Олдрид из Бостона. Его сыновья Джордж Гилберт Скотт младший (основатель компании Watts & Company, 1874) и Джон Олдрид Скотт, а также его внук Джайл Гилберт Скотт стали известными архитекторами. Третий сын, фотограф, Альберт Генри Скотт (1844—1865) скончался в возрасте двадцати одного года. Джордж Гилберт проектировал его надгробный памятник в церкви Святого Петра, Питершем. Его пятым, младшим сыном был ботаник Дьюкинфилд Генри Скотт, который в свою очередь был двоюродным дедушкой женщины-архитектора Элизабет Скотт

## Ученики
Успехи Джорджа Гилберта Скотта привлекали к нему большое количество учеников, многие из них сделали успешную карьеру, но не всегда в качестве архитекторов (далее годы, указанные в скобках, означают время ученичества). Наиболее известными были: Хьюберт Остин (1868), Джозеф Малтби Бинжелл (1859—1878), Джордж Фредерик Бодли (1845—1856), Чарльз Бакеридж (1856—1857), Сомерс Кларк (1865), Уильям Генри Кросслэнд (даты не известны), К. Ходжсон Фаулер (1856—1860), Томас Гарднер (1856—1861), Томас Грэм Джексон (1858—1861), Джон Т. Миклтвейт, Бенджамин Маунтфорт (1841—1846), Джон Нортон (1870—1878), Джордж Гилберт Скотт младший (1856—1863), Джон Олдрид Скотт (1858—1878), Дж. Дж. Стивенсон (1858-60), Джордж Генри Стоукс (1843—1847), Джордж Эдмунд Стрит (1844—1849), Уильям Уайт (1845—1847).

## Галерея

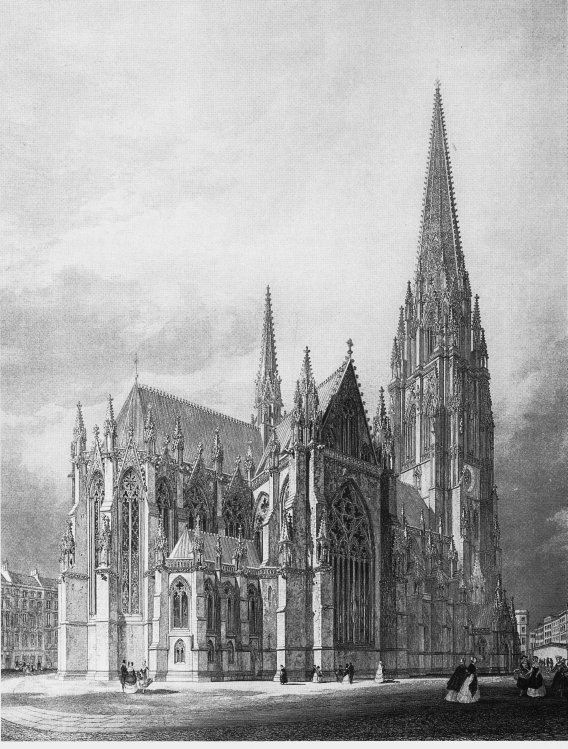
Церковь Святого Николая. 1846—1863 (восстановление). Гамбург
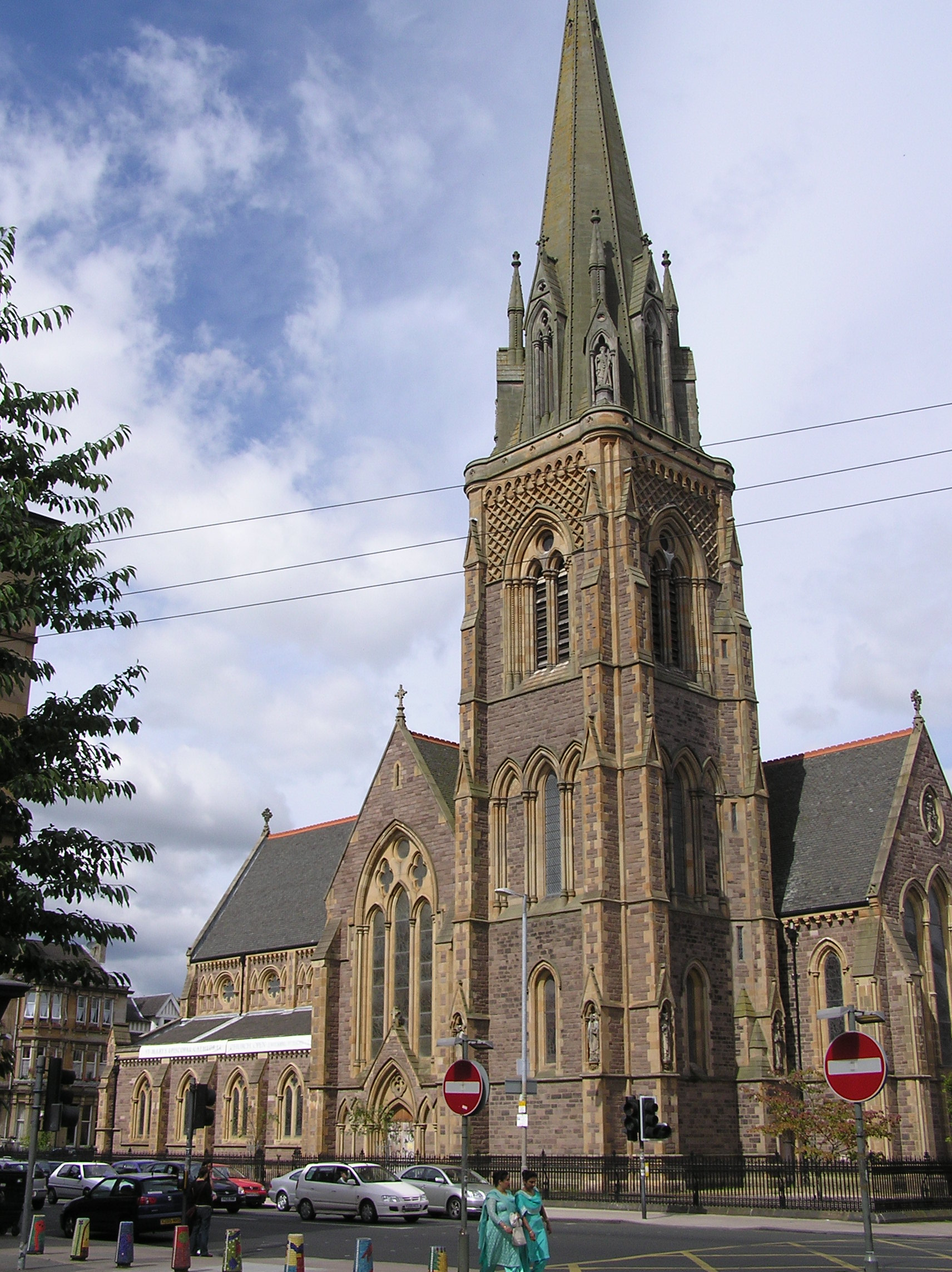
Собор Святой Марии в Глазго, Шотландия. 1870—1893
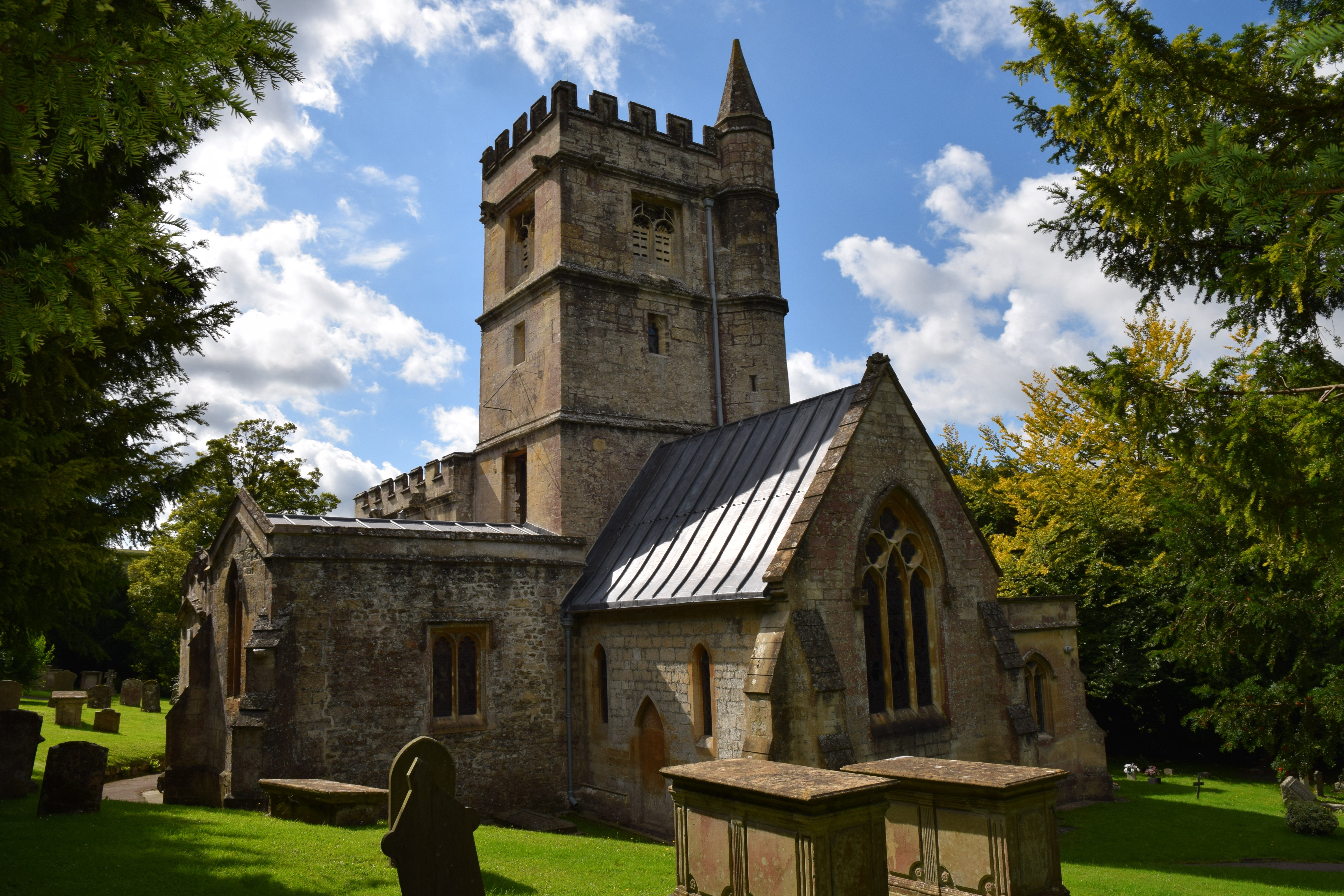
Приходская церковь Святого Иакова Великого (Браттон-Черч). Вид с востока (реконструкция). 1854. Браттон, Уилтшир
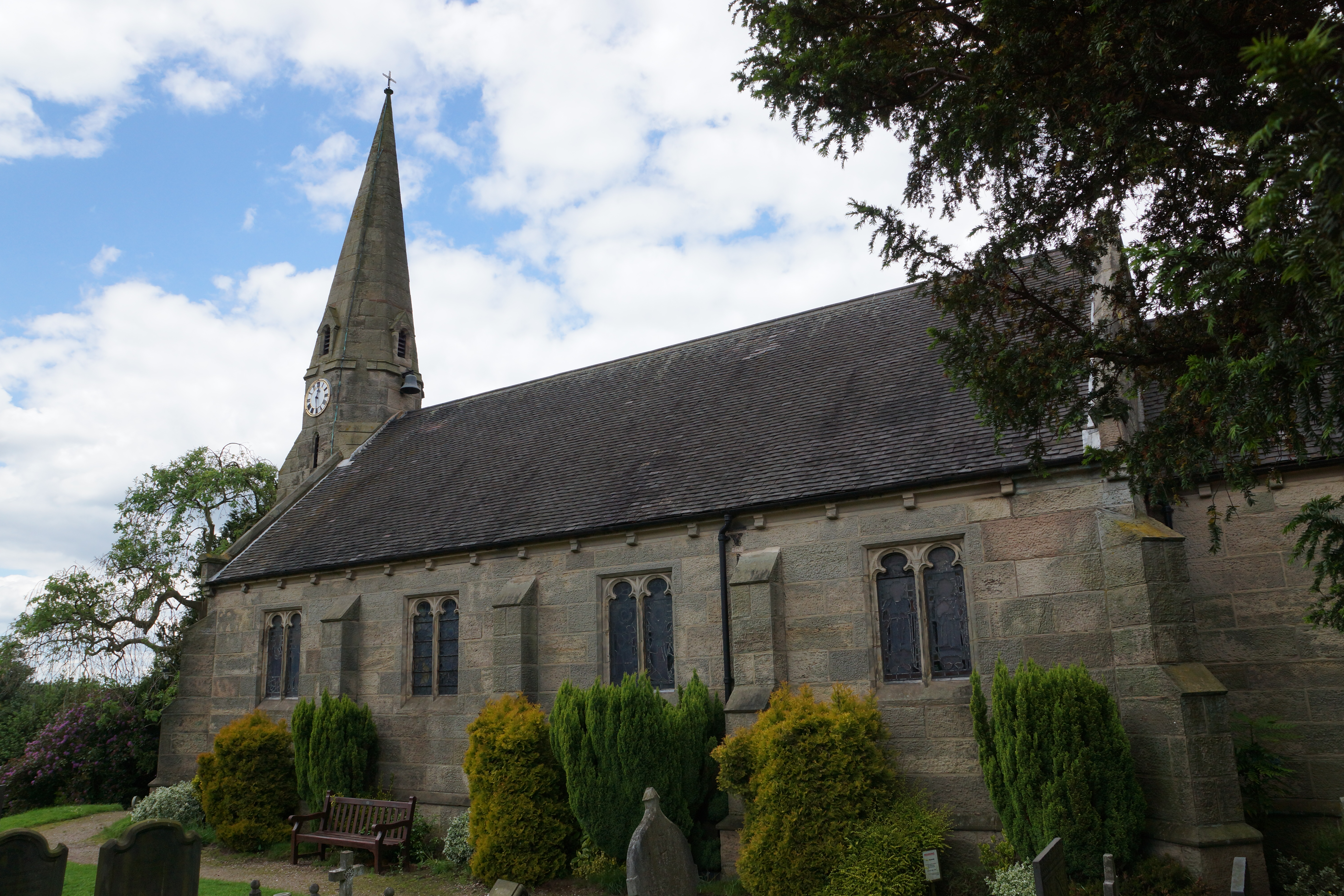
Приходская церковь Святого Иоанна. Стаффордшир
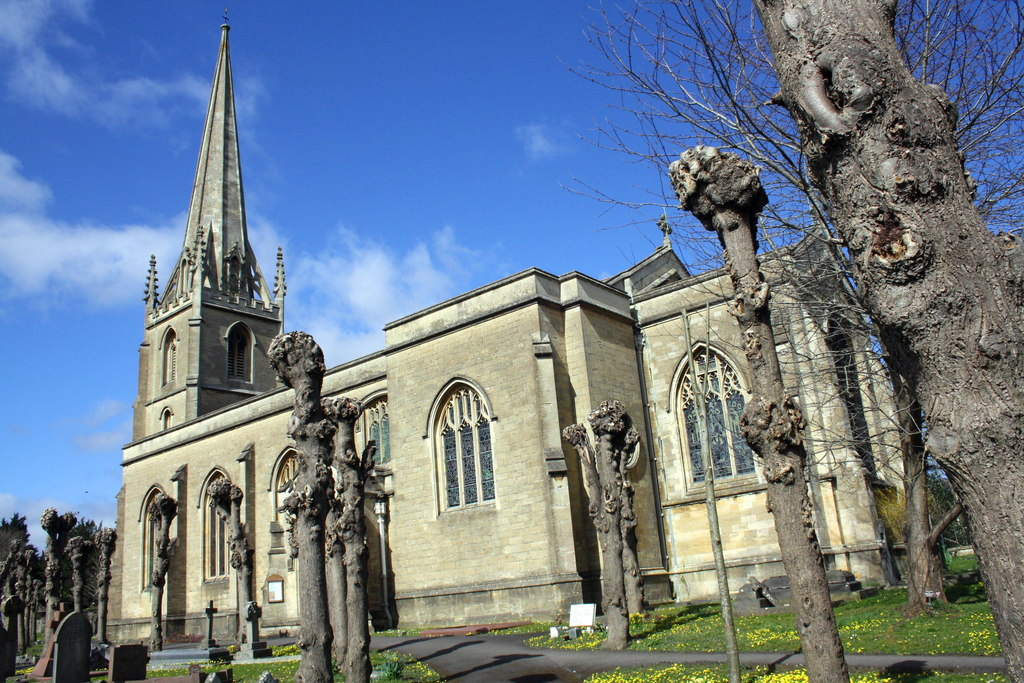
Приходская церковь Христа (Крайст-Черч). Вид с юго-востока (реконструкция, добавление апсиды). 1878. Брэдфорд-на-Эйвоне, Уилтшир
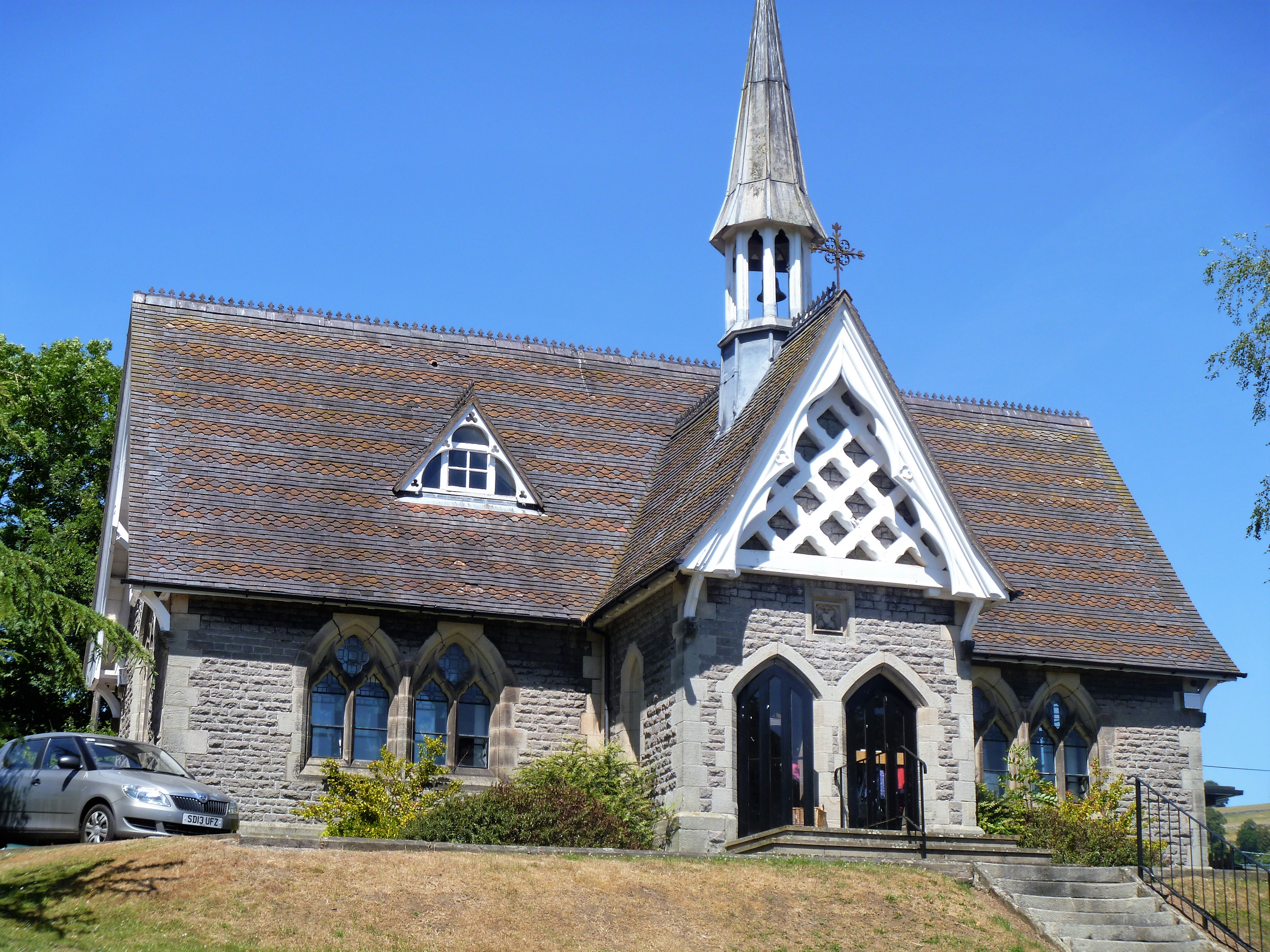
Айлем-скул. Стаффордшир
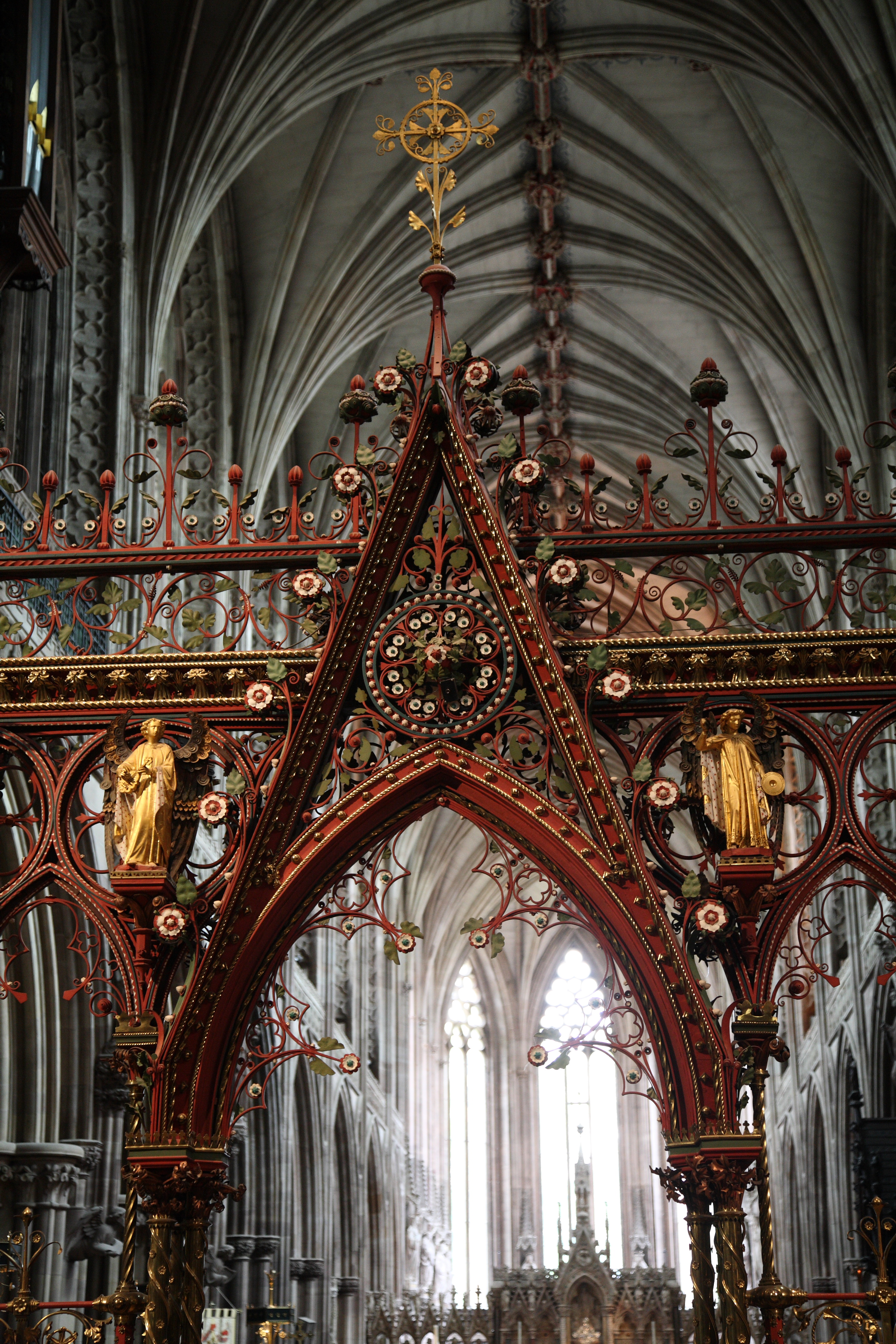
Скрин (леттнер) собора в Личфилде. 1859–1863
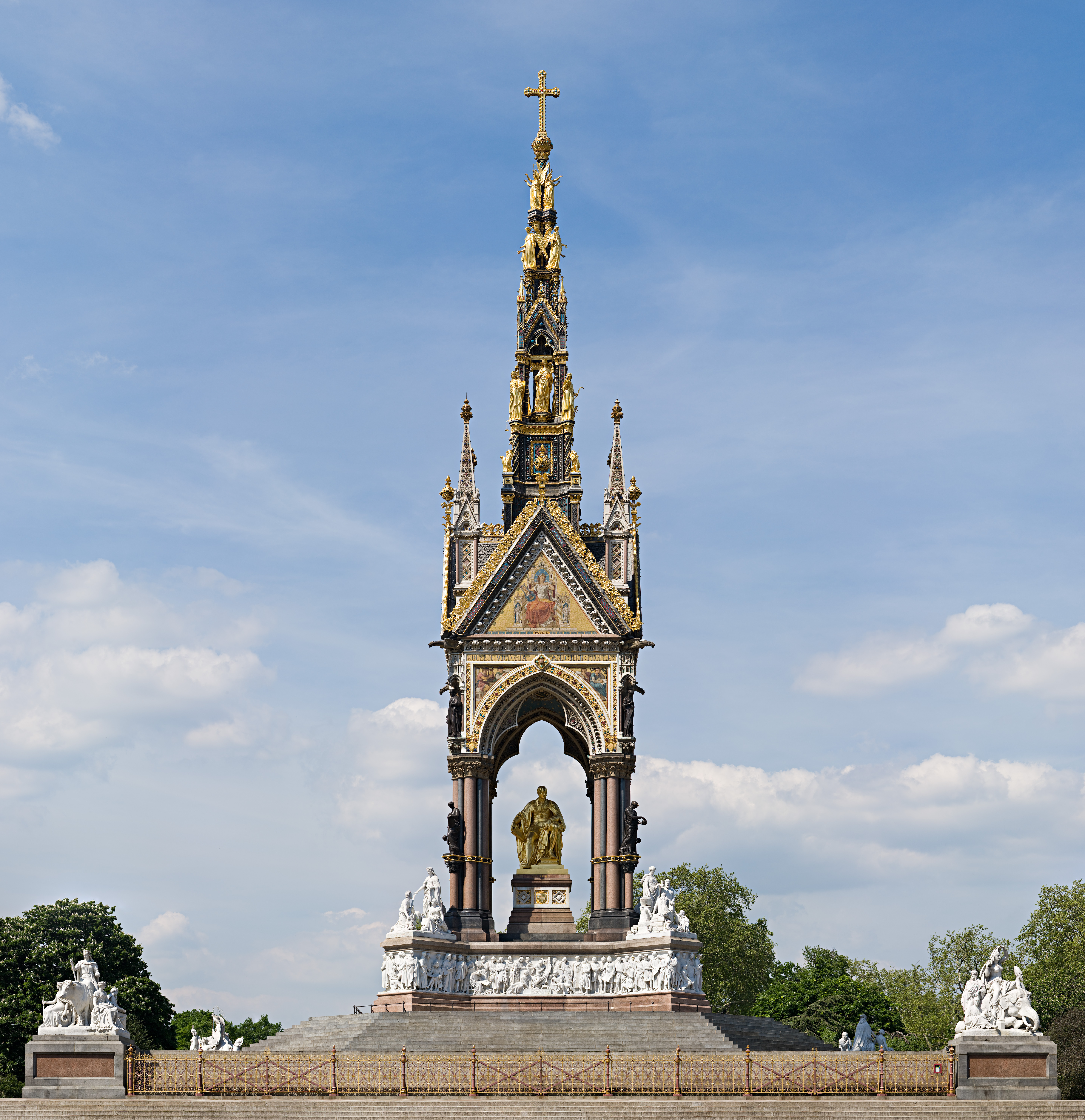
Мемориал принца Альберта. Южный Кенсингтон, Лондон. 1864—1876
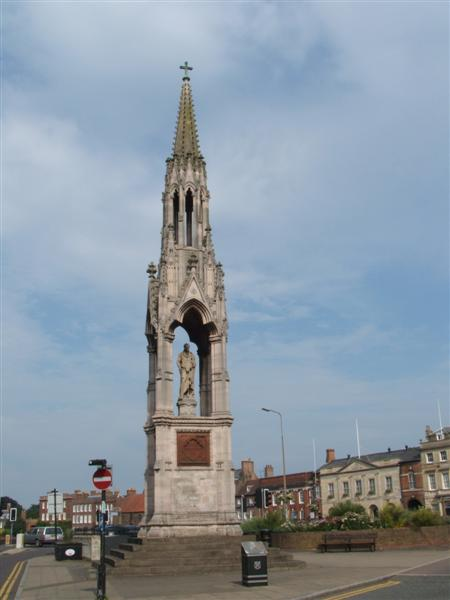
Памятник Томасу Кларксону. Уисбех, Кэмбриджгешир